# Bohuslav von Widmann
Bohuslav Ritter von Widmann, ab 1881 Freiherr von Widmann (* 12. März 1836 in Olmütz; † 9. Juni 1911 in Wien), war ein österreichischer Beamter und Politiker.

## Lebenslauf
Bohuslav von Widmann besuchte die Theresianische Akademie und betrieb dann juridisch-politische Studien. 1856 trat er bei der Mährischen Statthalterei in Olmütz in den Staatsdienst. 1866 wurde er Zivilkommissar beim X. Armeecorps. 1874 wurde er Landespräsident des Kronlands Krain, von 1877 bis 1879 war er Statthalter von Österreich ob der Enns, von 1879 bis 1890 Statthalter von Tirol und dem Kronland Vorarlberg.
Von Widmann starb am 9. Juni 1911 in Wien.

## Ehrungen
- 1883 wurde die neu errichtete Widmannbrücke in Brixen nach ihm benannt.
- K.k. österreichische Kriegsmedaille
- Goldenes Verdienstkreuz mit der Krone
- Kommandeurkreuz Österreichisch-kaiserlicher Leopold-Orden
- 1889: Ehrenbürger von Innsbruck